# Pseudotrochalus sericollis
Pseudotrochalus sericollis är en skalbaggsart som beskrevs av Max Quedenfeldt 1884. Pseudotrochalus sericollis ingår i släktet Pseudotrochalus och familjen Melolonthidae. Inga underarter finns listade i Catalogue of Life.